# Cimiroti
Cimiroti (cyr. Цимироти) – wieś w Bośni i Hercegowinie, w Republice Serbskiej, w gminie Gradiška. W 2013 roku liczyła 202 mieszkańców.